# Lago Kipahigan
O Lago Kipahigan é um lago de água doce localizado no oeste da província de Manitoba e leste da de Saskatchewan, no Canadá, a cerca de 50 quilómetros a norte de Flin Flon, nas coordenadas 55° 18′ 48″ N, 101° 50′ 36″ O.